# Deci (cònsol 529)
Deci (en grec: Δέκιος; fl. 529–546) va ser un polític de l'Imperi Romà d'Orient. Membre de la gens Dècia, va ser nomenat cònsol l'any 529 sense col·lega.
Deci era fill de Basili Venanci (cònsol el 508) i germà de Deci Paulí (cònsol el 534); segons Alan Cameron i Diane Schauer, Deci tenia almenys un germà més que va ser nomenat al consolat.
El desembre del 546 Deci és atestat com a patrici a Roma. Aquell mateix mes, quan el rei dels ostrogots, Tòtila, va superar les defenses imperials i va entrar a la ciutat, Deci juntament amb Rufi Petroni Nicòmac Ceteg, el president del Senat (que havia estat cònsol el 504), i Anici Faust Albí Basili (que havia estat cònsol el 541) van fugir de Roma amb el general Bessus.